# Хуан Баутіста Арріаса і Супервієла
Дон Хуан Баутіста Арріаса-і-Супервієла (нар. 27 лютого 1770 у Мадриді — пом. 22 січня 1837 там само) — іспанський державний діяч і поет.

## Біографія
Арріаза-і-Супервієла навчався у Військовій академії в Сеговії. Потім він приєднався до дипломатичного корпусу своєї країни і в 1798 році отримав роботу секретаря місії в посольстві в Парижі. Пізніше він переїхав до Лондона в тій же ролі.
Наприкінці 1807 року, після секретного договору у Фонтенбло, Арріаса-і-Супервієла повернувся до Іспанії та взяв участь у війні проти Наполеона. Відтоді він виявив себе ревним прихильником абсолютної королівської влади, тому король Фердинанд VII призначив його радником і секретарем кабінету, чиновником у міністерстві закордонних справ, камергером і лицарем.
Арріаза і Супервієла помер за п'ять тижнів до свого 67-го дня народження 22 січня 1837 року в Мадриді.

## Рецепція
Політична діяльність Арріаси-і-Супервієли, принципи якої він виклав у «Патріотичних розмовах», йшла рука об руку з поетичною діяльністю. Як поет, Арріаза є радше майстром форми, ніж оригінальним поетом.

## Твори
- Las primicias . 6. видання. Мадрид 1829–32 (2 томи).
- Емілія . Мадрид 1803 (дидактична описова поема).
- Патріотичні пісні. 3. видання. Мадрид 1815 (особливо палкі та жваві пісні, які заохочували іспанських партизанів битися на смерть проти французів).
- Profecía del Pirineo . Мадрид 1808 (політична ода, рівна за силою та впливом Марсельєзі).
- Фердинанд Вольф (ред.) : Floresta de rimas modernas castellanas . Париж 1837 (2 томи, тут особливо том 2; добірка ліричних віршів).